# Cattedrale di Saint Louis
La cattedrale di Saint Louis (in lingua inglese: Cathedral Basilica of St. Louis) è una chiesa cattolica, che si trova nella città di Saint Louis nel Missouri negli USA. Dedicata a san Luigi di Francia, è la chiesa madre dell'Arcidiocesi di Saint Louis. L'opera fu progettata dal locale studio d'architettura Barnett, Haynes & Barnett. La struttura fu completata nel 1914 ma fu consacrata solo nel 1926. La chiesa è conosciuta per i suoi grandi mosaici.

## Storia
Il progetto per la costruzione della cattedrale ebbe inizio da un'idea dell'arcivescovo Peter Richard Kenrick tra gli anni '70 e '80 dell'Ottocento, il quale istituì una raccolta fondi per l'erezione del tempio. Ad ogni modo il cantiere venne aperto solo durante l'episcopato di mons. John Joseph Kain. Il 28 aprile 1871 venne costituita una prima associazione formale per la promozione della costruzione della nuova cattedrale, organizzazione che vantò tra i propri membri anche l'arcivescovo Kenrick, il vescovo ausiliario Patrick John Ryan e diversi industriali locali. Il sito iniziale nel quale avrebbe dovuto essere eretta la cattedrale era un lotto di terreno compreso tra la 22ª e la 23ª strada e Pine and Chestnut streets, poco più ad ovest dell'attuale luogo ove sorge la chiesa.
Il progetto definitivo venne approvato dall'arcivescovo John J. Glennon ed affidato allo studio di architettura Barnett, Haynes & Barnett, con Thomas P. Barnett quale principale progettista. La posa della prima pietra avvenne il 18 ottobre 1908. Al 1914, gran parte della struttura era stata ormai completata e pertanto si pensò di compiere la consacrazione ufficiale che però venne ritardata al 29 giugno 1926. Il cantiere ad ogni modo proseguì anche dopo il completamento della chiesa, tant'è vero che i mosaici interni vennero completati solo nel 1988.
Il 20 dicembre 1943, si tenne una messa solenne di Requiem per Butch O'Hare, pilota della marina americana e vincitore di una Medal of Honor.
Accanto alla cattedrale sorgono anche i locali della cancelleria, costruiti attorno al 1965 e disegnati dall'architetto modernista peruviano-statunitense Wenceslaus Sarmiento.

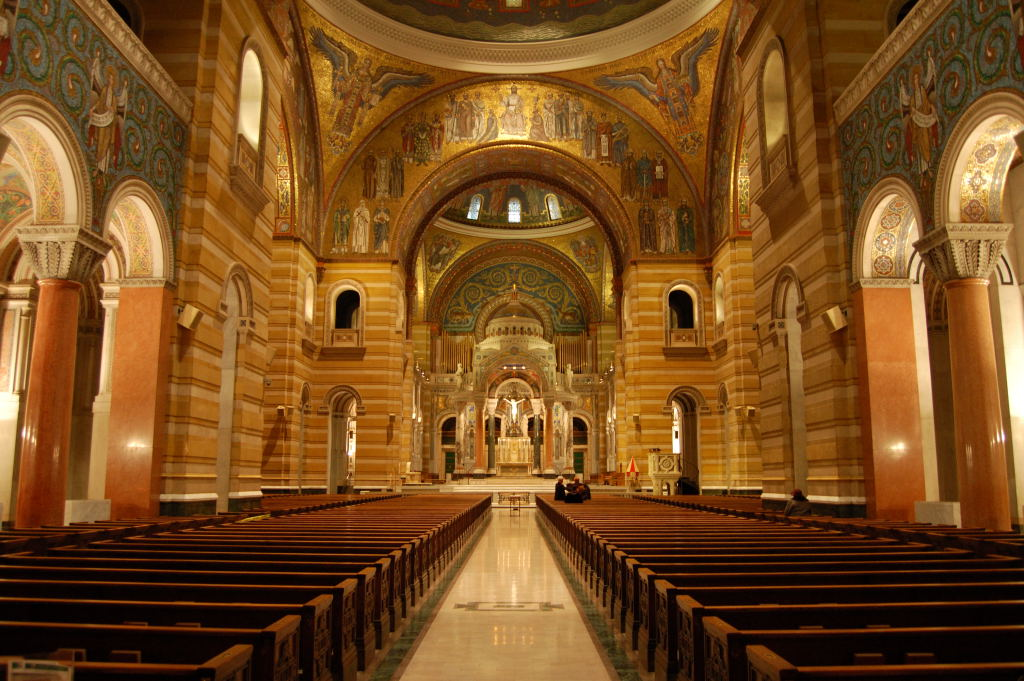
Veduta della navata centrale
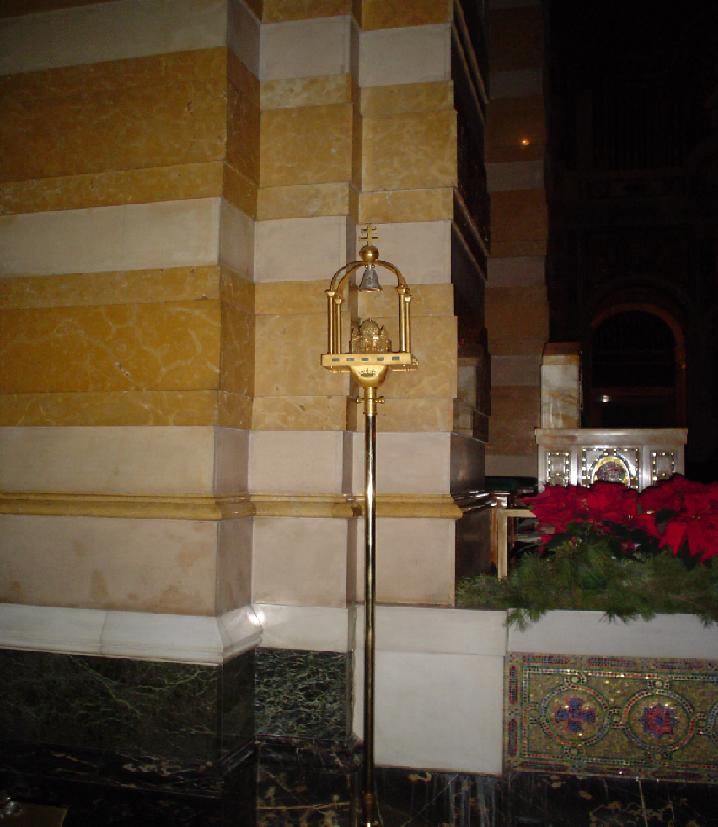
Tintinnabulum, simbolo che alla chiesa è stato riconosciuto lo status di basilica minore
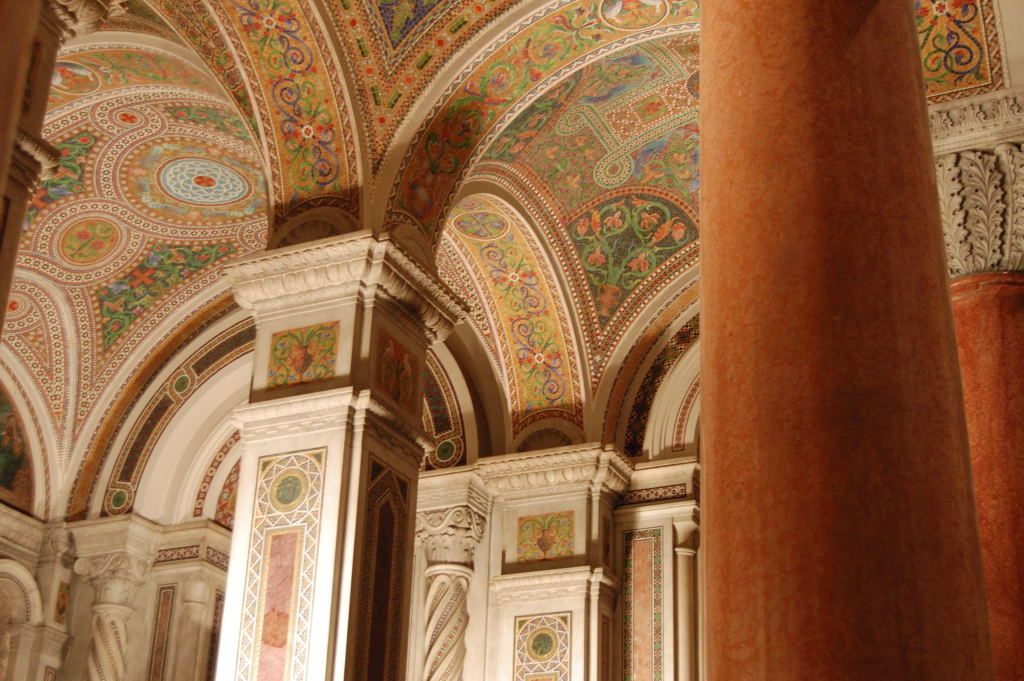
I mosaici della cappella di Ognissanti

## I mosaici

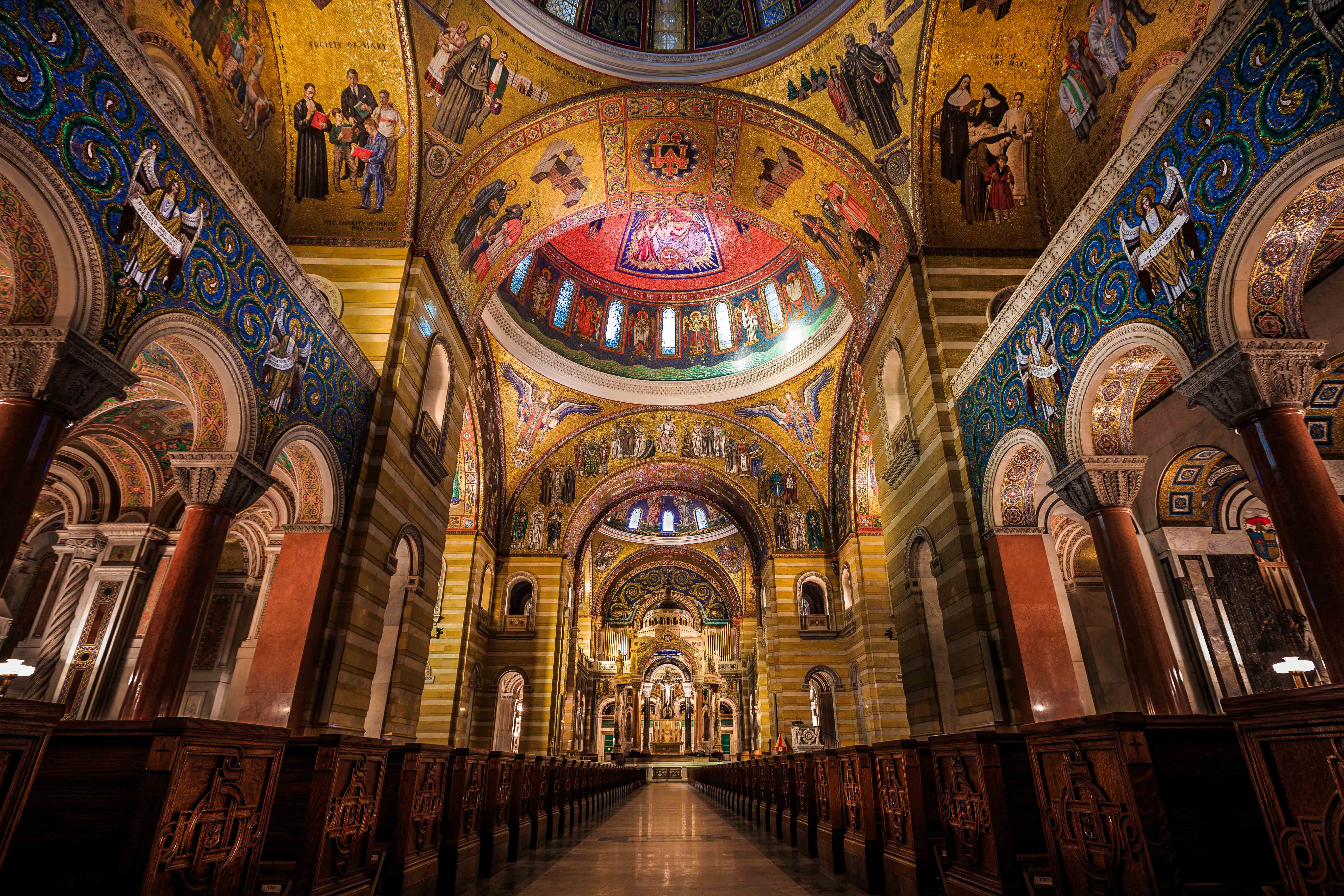
L'interno della cattedrale

La cattedrale di Saint Louis è nota in particolare per i numerosi mosaici presenti all'interno, realizzati su modelli antichi. Il progetto per questo particolare tipo di decorazione, ebbe inizio nel 1912 e venne completato solo nel 1988 con l'utilizzo di 41.500.000 tessere vitree in più di 7000 colori diversi. I mosaici ricoprono una superficie totale di 7700 m2 e rappresentano una delle più vaste estensioni al mondo.

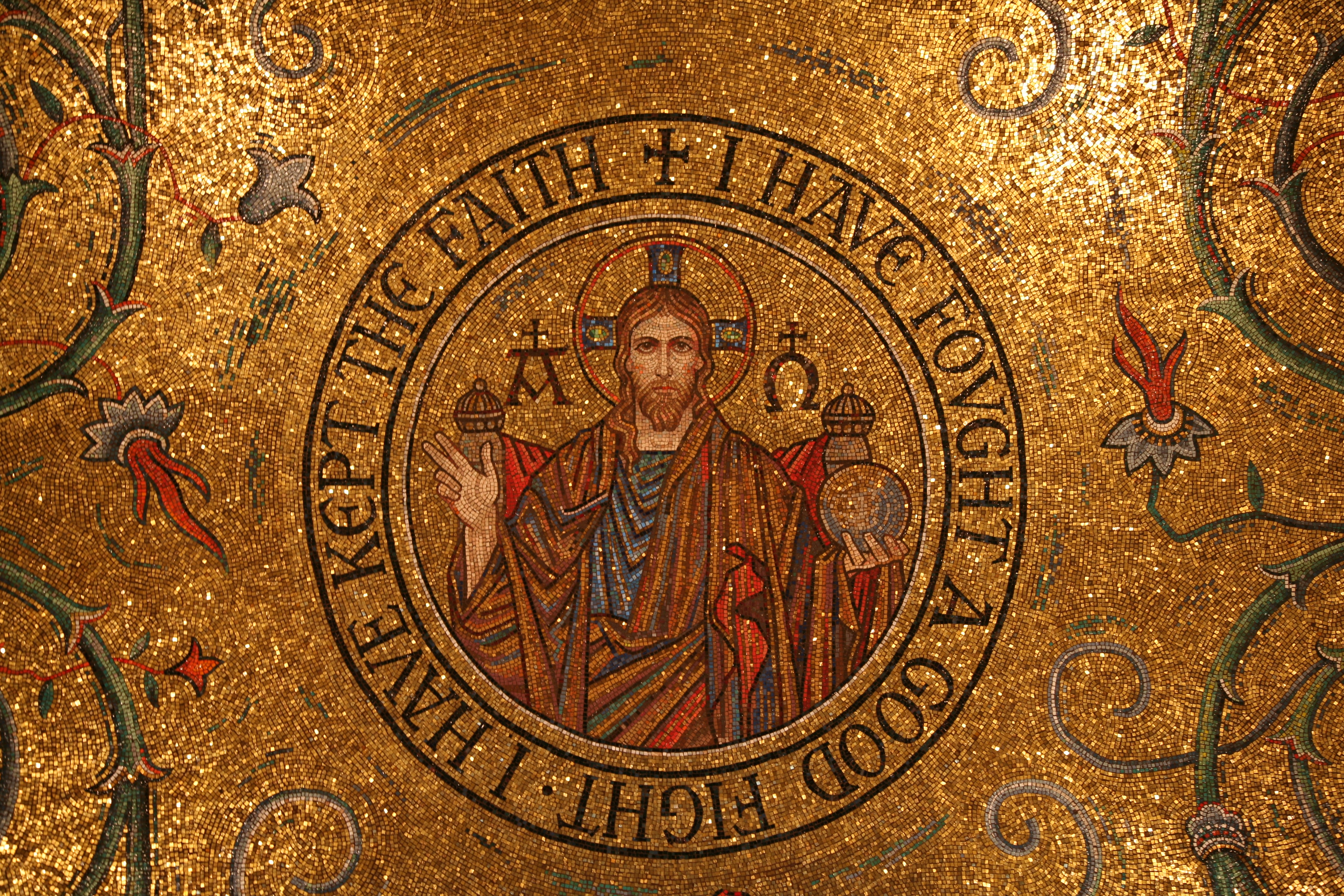
Il soffitto del nartece che raffigura il passo di 2 Timoteo 4:7

I mosaici delle cappelle laterali e dei muri vennero disegnati e realizzati dai Tiffany Studios, mentre quelli nei punti più significativi della navata centrale vennero appositamente studiati e disegnati da August Oetken. Tra gli artigiani che lavorarono a questo progetto si ricordano Hildreth Meiere e Paul e Arno Heuduck, nonché la Emil Frei, Inc. di St. Louis. Il nartece della chiesa rappresenta episodi della vita di re Luigi IX di Francia, da cui deriva il nome della città e della chiesa, mentre la cupola rappresenta scene del Vecchio e del Nuovo Testamento disegnate da Jan Henryk de Rosen.

## Cripte e museo
Il seminterrato della chiesa è occupato da un museo dedicato ai mosaici della chiesa oltre ad altri oggetti che compongono la storia della cattedrale stessa. Nella cripta della chiesa si trova anche la cappella che accoglie le spoglie degli arcivescovi titolari di questa sede come i cardinali John J. Glennon, Joseph Ritter e John Carberry o l'arcivescovo John L. May.